# Mostek (Unternehmen)
Mostek war ein US-amerikanischer Halbleiterhersteller aus Texas, der 1969 von ehemaligen Mitarbeitern von Texas Instruments gegründet wurde. Ende der 1970er Jahre hielt er 85 % Marktanteil am weltweiten DRAM-Markt, bevor er von der aufkommenden japanischen Konkurrenz verdrängt wurde. 1979 wurde Mostek von United Technologies Corporation übernommen und 1985 an den französischen Konzern Thomson verkauft. Deren Halbleitersparte Thomson Semiconducteurs fusionierte 1987 mit der italienischen SGS Microelettronica zur SGS-Thomson, die sich 1998 in STMicroelectronics umbenannte.

## Produkte

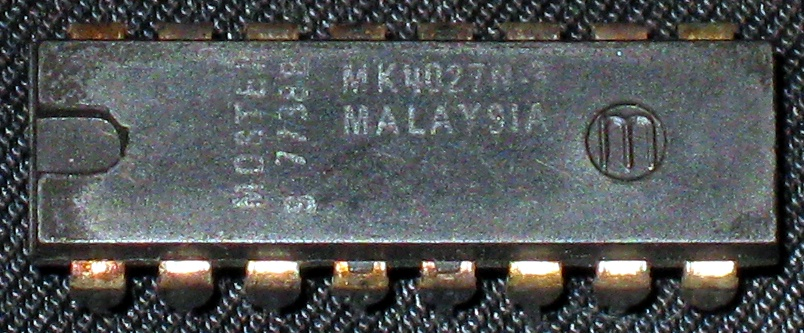
Mostek 4096 × 1 Bit DRAM MK4027N

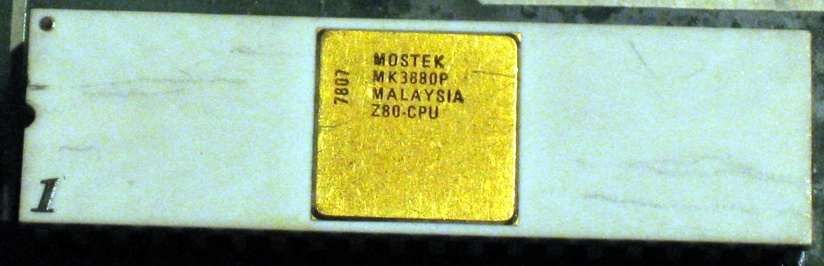
Mostek-Z80-Mikroprozessor MK3880

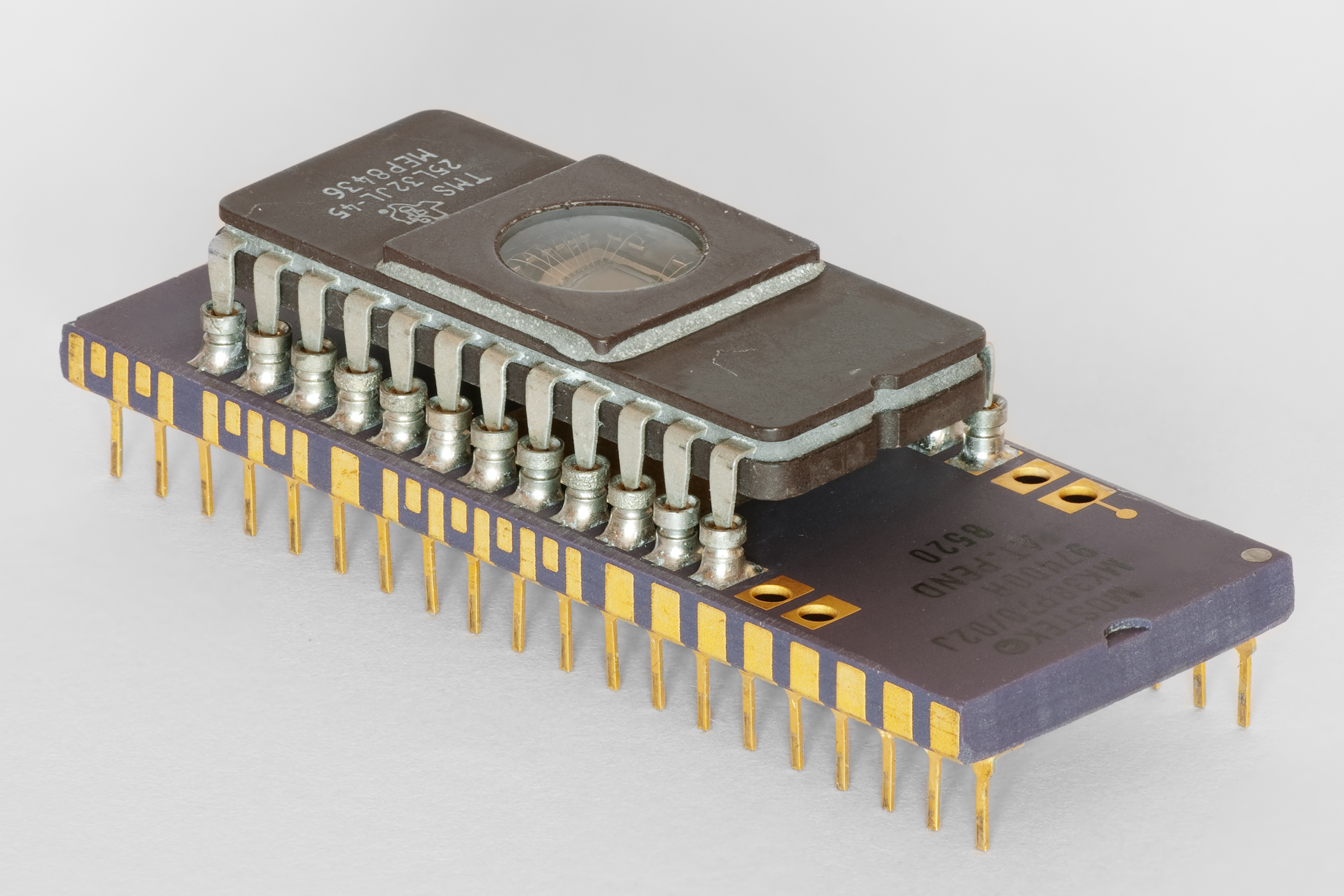
MOSTEK-Microcontroller mit externem EPROM als piggyback

Mostek entwickelte und fertigte dynamische RAMs (DRAM) in unterschiedlichen MOS-Halbleitertechnologien. Durch den Einsatz von gemultiplexten Adressen – d. h. die Adresse für die Auswahl der Reihe und der Spalte der Speichermatrix wird nacheinander an den Baustein übergeben – wurde die Anzahl der notwendigen Adressleitungen halbiert. Dieses kam besonders bei der Entwicklung immer größerer Speicher zum Tragen. So konnten zunächst ein 4k × 1 Bit DRAM (MK4096 und MK4027) und später ein 16k × 1 Bit DRAM (MK4116) in einem Gehäuse mit nur 16 Anschlüssen untergebracht werden.
Als Zilog den erfolgreichen 8-Bit-Mikroprozessor Z80 1976 auf den Markt brachte, wurde dieser zunächst in Fabriken von Mostek gefertigt. Im Austausch bekam Mostek eine Lizenz, den Z80 und zugehörige System-ICs als Second Source zu vermarkten.